# Pterella melanura
Pterella melanura är en tvåvingeart som först beskrevs av Johann Wilhelm Meigen 1824.  Pterella melanura ingår i släktet Pterella och familjen köttflugor.
Artens utbredningsområde är Frankrike. Inga underarter finns listade i Catalogue of Life.